# Karl Kanka
Karl Kanka (* 12. Juni 1904 in München; † 20. Juli 1974 in Offenbach am Main) war ein deutscher Politiker der CDU.

## Leben und Beruf
Nach dem Abitur studierte Kanka, der römisch-katholischen Glaubens war, in Frankfurt am Main und Gießen Rechtswissenschaften. Er ließ sich 1929 als Rechtsanwalt in Offenbach am Main nieder, wo er später auch Notar wurde.
Kanka war SA-Mitglied.

## Abgeordneter
Kanka gehörte nach dem Zweiten Weltkrieg der Verfassungberatenden Versammlung Hessens an. Im September 1946 legte er dort mit dem Staatsrechtler Erwin Stein den „Vollradser Entwurf“, einen Verfassungsentwurf für Hessen, vor, der die Basis für die später verabschiedete hessische Landesverfassung wurde. Von 1946 bis 1958 war Kanka Landtagsabgeordneter in Hessen, wo er ab August 1952 stellvertretender Vorsitzender der CDU-Landtagsfraktion war. 1948 nahm er als Mitarbeiter von Hermann Brill für Hessen am Verfassungskonvent auf Herrenchiemsee teil.
Dem Deutschen Bundestag gehörte er von 1957 bis 1965 an. Er vertrat den Wahlkreis Offenbach im Parlament.

## Ehrungen
- 1953: Bundesverdienstkreuz 1. Klasse
- 1966: Wilhelm-Leuschner-Medaille[2]